# Ван Харен, Арнолд
Арнолдюс (Арнолд) ван Харен (нидерл. Arnoldus "Arnold" van Haren; родился 17 сентября 1943 года, Монниккендам, Северная Голландия) — нидерландский футболист, игравший на позициях нападающего и полузащитника, выступал за команды «Пюрмерстейн», «Аякс», «Харлем», ДОС и «Де Волевейккерс».

## Клубная карьера
Арнолд ван Харен начинал футбольную карьеру в родном городе Монниккендаме, а затем выступал за клуб «Пюрмерстейн» из одноимённого города. В июле 1965 года вместе с одноклубником Кесом де Волфом он перешёл в «Аякс». Арнолд дебютировал 31 июля во время товарищеского матча с немецкой «Боруссией» из Нойнкирхена, выйдя в стартовом составе, и уже на 11-й минуте открыл счёт в матче. Встреча завершилась гостевым поражением его команды со счётом 5:2.
В чемпионате Нидерландов впервые сыграл 12 декабря, появившись на замену в матче против «Виллема II». Арнолд вступил в игру на 30-й минуте, заменив Хенка Грота, а на 44-й минуте отметился голом. В Тилбурге амстердамцы одержали крупную победу со счётом 1:4. В том сезоне он сыграл ещё в матче с ДОС.
В июле 1966 года подписал контракт с клубом «Харлем», и помимо него, команда усилилась ещё тремя игроками «красно-белых» — ден Буром, Хубеном и Патернотте. В турнире второго дивизиона дебютировал 4 сентября и сразу отметился голом в матче с «Гермес» ДВС. По итогам сезона его команда заняла первое место и вышла в Первый дивизион Нидерландов.

## Личная жизнь
Его дочь Хелен в декабре 1999 года вышла замуж за футболиста Франка де Бура, который на тот момент выступал за испанскую «Барселону».

## Достижения
«Харлем»
- Победитель Второго дивизиона Нидерландов: 1966/67

«Де Волевейккерс»
- Победитель Второго дивизиона Нидерландов: 1970/71